# Internetes legfelső szintű tartománynevek listája
Ezen cikk az internetes legfelső szintű tartományneveket (TLD) tartalmazza betűrendben.

## Host üzemeltetők rövidítései
- .arpa – kizárólag infrastrukturális célokat szolgál (például fordított DNS lekérdezés); eredetileg a már korábban létező ARPANET címek elhelyezésére szolgált a Domain Name rendszerben
- .gov – amerikai kormányzati szervezet
- .nato – Észak-atlanti Szerződés Szervezete (NATO), 1996 júliusa óta megszüntették
- .com – kereskedelmi szervezet
- .int – nemzetközi szervezet
- .net – hálózati szervezet
- .edu – oktatási intézmény
- .mil – amerikai hadsereg
- .org – nonprofit szervezet

## Új internetes legfelső szintű tartománynevek
- .aero – légi közlekedés
- .biz – cégek részére
- .cat – a katalán nyelv- és kultúrközösség részére
- .coop – szövetkezetek részére
- .info – felvilágosításokhoz, információkhoz
- .jobs – Human Resource Management
- .mobi – mobil alkalmazások és szolgáltatások felhasználói és szolgáltatói részére
- .museum – múzeumoknak
- .name – magánszemélyek részére
- .pro – orvosoknak, ügyvédeknek
- .travel – utazással kapcsolatos tevékenységet folytató cégeknek

## Országazonosítók
Az országok azonosítására az ISO-3166 szabvány szerinti rövidítések használatosak.
| Ábécé szerinti tartalomjegyzék                      |
| --------------------------------------------------- |
| A B C D E F G H I J K L M N O P Q R S T U V W X Y Z |

## A
- ab – Antigua és Barbuda
- ad – Andorra
- ae – Egyesült Arab Emírségek
- af – Afganisztán
- ai – Anguilla
- al – Albánia
- am – Örményország
- an – Holland Antillák[1]
- ao – Angola
- aq – Antarktisz
- ar – Argentína
- as – Amerikai Szamoa
- at – Ausztria
- au – Ausztrália
- aw – Aruba
- ax – Åland
- az – Azerbajdzsán

## B
- ba – Bosznia-Hercegovina
- bb – Barbados
- bd – Banglades
- be – Belgium
- bf – Burkina Faso
- bg – Bulgária
- bh – Bahrein
- bi – Burundi
- bj – Benin
- bm – Bermuda
- bn – Brunei
- bo – Bolívia
- br – Brazília
- bs – Bahama-szigetek
- bt – Bhután
- bv – Bouvet-sziget
- bw – Botswana
- by – Fehéroroszország
- bz – Belize

## C
- ca – Kanada
- cc – Kókusz (Keeling)-szigetek
- cf – Közép-afrikai Köztársaság
- cg – Kongói Köztársaság
- ch – Svájc
- ci – Elefántcsontpart
- ck – Cook-szigetek
- cl – Chile
- cm – Kamerun
- cn – Kína
- co – Kolumbia
- cr – Costa Rica
- cu – Kuba
- cv – Zöld-foki Köztársaság
- cx – Karácsony-sziget
- cy – Ciprus
- cz – Csehország

## D
- de – Németország
- dj – Dzsibuti
- dk – Dánia
- dm – Dominikai Közösség
- do – Dominikai Köztársaság
- dz – Algéria

## E
- ec – Ecuador
- ee – Észtország
- eg – Egyiptom
- eh – Nyugat-Szahara
- er – Eritrea
- es – Spanyolország
- et – Etiópia
- eu – Európai Unió

## F
- fi – Finnország
- fj – Fidzsi-szigetek
- fk – Falkland-szigetek
- fm – Mikronézia
- fo – Feröer
- fr – Franciaország

## G
- ga – Gabon
- gb – Nagy-Britannia
- gd – Grenada
- ge – Grúzia
- gf – Francia Guyana
- gh – Ghána
- gi – Gibraltár
- gl – Grönland
- gm – Gambia
- gn – Guinea
- gp – Guadeloupe
- gq – Egyenlítői-Guinea
- gr – Görögország
- gs – Déli-Georgia és Déli-Sandwich-szigetek
- gt – Guatemala
- gu – Guam
- gw – Bissau-Guinea
- gy – Guyana

## H
- hk – Hongkong
- hm – Heard-sziget és McDonald-szigetek
- hn – Honduras
- hr – Horvátország
- ht – Haiti
- hu – Magyarország

## I
- id – Indonézia
- ie – Írország
- il – Izrael
- in – India
- io – Brit Indiai-óceáni Terület
- iq – Irak
- ir – Irán
- is – Izland
- it – Olaszország

## J
- jm – Jamaica
- jo – Jordánia
- jp – Japán

## K
- ke – Kenya
- kg – Kirgizisztán
- kh – Kambodzsa
- ki – Kiribati
- km – Comore-szigetek
- kn – Saint Kitts és Nevis
- kp – Észak-Korea
- kr – Dél-Korea
- kw – Kuvait
- kz – Kazahsztán

## L
- la – Laosz
- lb – Libanon
- lc – Saint Lucia
- li – Liechtenstein
- lk – Srí Lanka
- lr – Libéria
- ls – Lesotho
- lt – Litvánia
- lu – Luxemburg
- lv – Lettország
- ly – Líbia

## M
- ma – Marokkó
- mc – Monaco
- md – Moldova
- me – Montenegró
- mg – Madagaszkár
- mh – Marshall-szigetek
- mk – Macedónia
- ml – Mali
- mm – Mianmar
- mn – Mongólia
- mo – Makaó
- mp – Északi-Mariana-szigetek
- mq – Martinique
- mr – Mauritánia
- ms – Montserrat (Egyesült Királyság)
- mt – Málta
- mu – Mauritius
- mv – Maldív-szigetek
- mw – Malawi
- mx – Mexikó
- my – Malajzia
- mz – Mozambik

## N
- na – Namíbia
- nc – Új-Kaledónia
- ne – Niger
- nf – Norfolk-sziget
- ng – Nigéria
- ni – Nicaragua
- nl – Hollandia
- no – Norvégia
- np – Nepál
- nr – Nauru
- nu – Niue
- nz – Új-Zéland

## O
- om – Omán

## P
- pa – Panama
- pe – Peru
- pf – Francia Polinézia
- pg – Pápua Új-Guinea
- ph – Fülöp-szigetek
- pk – Pakisztán
- pl – Lengyelország
- pm – Saint-Pierre és Miquelon
- pn – Pitcairn-szigetek
- pr – Puerto Rico
- pt – Portugália
- pw – Palau
- py – Paraguay

## Q
- qa – Katar

## R
- re – Réunion
- ro – Románia
- rs – Szerbia
- ru – Oroszország
- rw – Ruanda

## S
- sa – Szaúd-Arábia
- sb – Salamon-szigetek
- sc – Seychelle-szigetek
- sd – Szudán
- se – Svédország
- sg – Szingapúr
- sh – Szent Ilona
- si – Szlovénia
- sj – Spitzbergák
- sk – Szlovákia
- sl – Sierra Leone
- sm – San Marino
- sn – Szenegál
- so – Szomália
- sr – Suriname
- st – São Tomé és Príncipe
- su – Szovjetunió
- sv – Salvador
- sy – Szíria
- sz – Szváziföld

## T
- tc – Turks- és Caicos-szigetek
- td – Csád
- tf – Francia déli és antarktiszi területek
- tg – Togo
- th – Thaiföld
- tj – Tádzsikisztán
- tk – Tokelau-szigetek
- tm – Türkmenisztán
- tn – Tunézia
- to – Tonga
- tp – Kelet-Timor
- tr – Törökország
- tt – Trinidad és Tobago
- tv – Tuvalu
- tw – Tajvan
- tz – Tanzánia

## U
- ua – Ukrajna
- ug – Uganda
- uk – Egyesült Királyság
- um – USA külső területei
- us – USA
- uy – Uruguay
- uz – Üzbegisztán

## V
- va – Vatikán
- vc – Saint Vincent és a Grenadine-szigetek
- ve – Venezuela
- vg – Brit Virgin-szigetek
- vi – Amerikai Virgin-szigetek
- vn – Vietnam
- vu – Vanuatu

## W
- wf – Wallis és Futuna
- ws – Szamoa

## Y
- ye – Jemen
- yt – Mayotte
- yu – Jugoszlávia

## Z
- za – Dél-afrikai Köztársaság
- zm – Zambia
- zr – Kongói Demokratikus Köztársaság
- zw – Zimbabwe

## Külső hivatkozások
- IANA
- IANA Root Zone Database